# Mătănii budiste

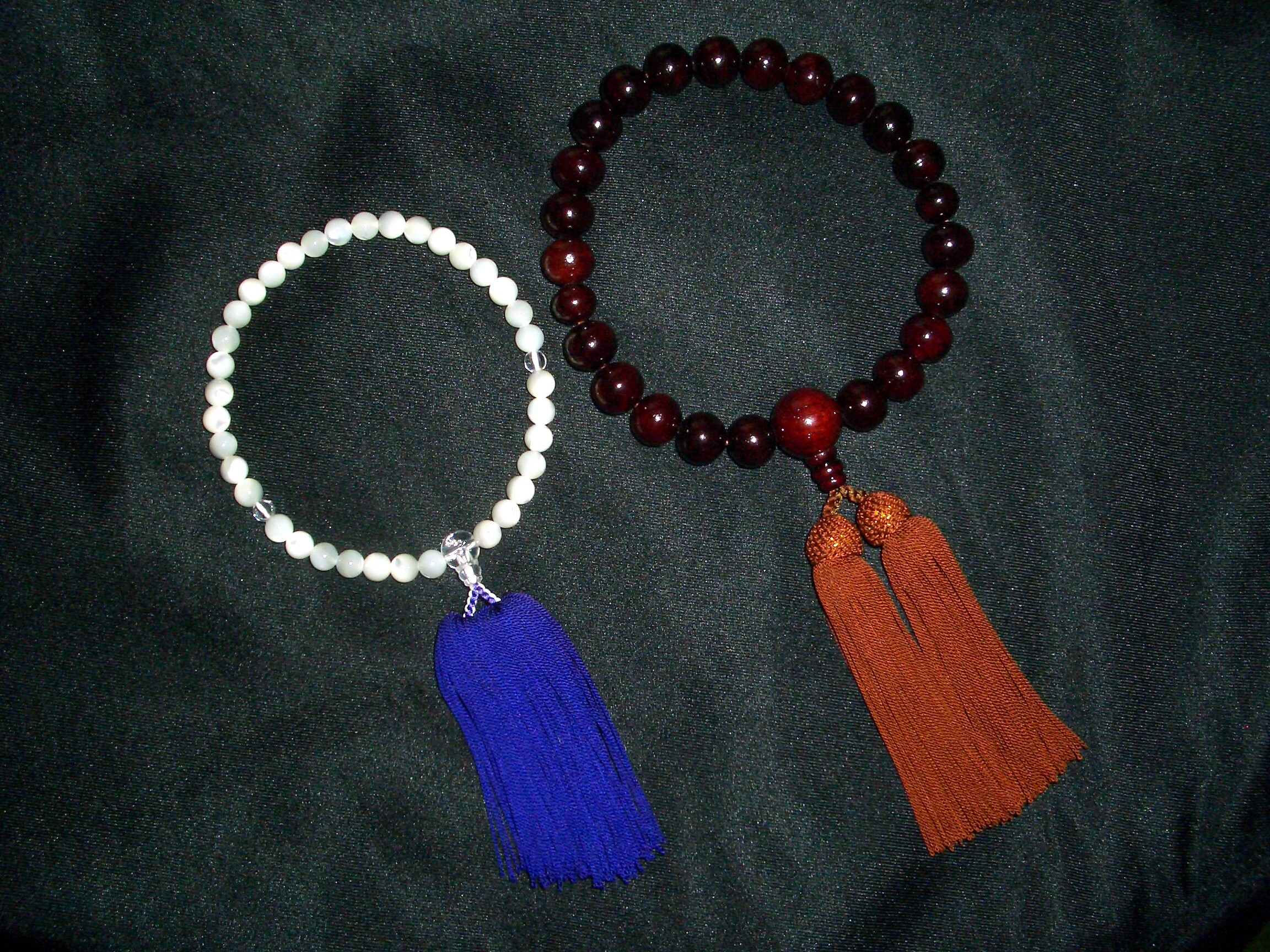
Mătănii budiste japoneze

Mătăniile budiste, numite și Mala Japa, sunt niște instrumente de cult tradițional utilizate în budism pentru a mări numărul de mantre recitate în timpul meditației. Ele sunt similare cu alte tipuri de mătănii folosite în alte religii. Numărul de mărgele diferă în funcție de mantră sau de ramura religioasă, de exemplu în Vajrayana se folosesc mătănii cu 108 mărgele.